# (9348) 1991 RH25
A (9348) 1991 RH25 a Naprendszer kisbolygóövében található aszteroida. Henry Holt fedezte fel 1991. szeptember 11-én.